# Grande Cometa de Janeiro de 1910
O Grande Cometa de Janeiro de 1910, formalmente designado C/1910 A1 e frequentemente referido como o Cometa Diurno, foi um cometa que apareceu em janeiro de 1910. Já era visível a olho nu quando foi notado pela primeira vez, e muitas pessoas “descobriram” o cometa independentemente. Em seu ponto mais brilhante, ele superou o planeta Vênus em brilho e foi possivelmente o cometa mais brilhante do século XX.

## Descoberta
O cometa chegou à conjunção solar a cerca de 1 grau do Sol em 17 de dezembro de 1909, mas ainda estava a cerca de 1 UA do Sol. Em janeiro, o cometa brilhou de forma bastante repentina e, inicialmente, era visível apenas do Hemisfério Sul. Várias pessoas reivindicaram a “descoberta”, mas acredita-se que o cometa tenha sido avistado pela primeira vez por mineiros de diamantes no Transvaal antes do amanhecer de 12 de janeiro de 1910, quando já era um objeto proeminente visível a olho nu com magnitude aparente de −1 e declinação de −29 (ou seja, melhor visto do Hemisfério Sul). A primeira pessoa a estudar o cometa adequadamente foi o astrônomo escocês Robert T. A. Innes no Observatório de Transvaal em Joanesburgo em 17 de janeiro, após ter sido alertado dois dias antes pelo editor de um jornal da cidade. O cometa atingiu o periélio em 17 de janeiro e, naquela época, era visível à luz do dia a olho nu, com uma magnitude de –5 devido à dispersão frontal da luz. Ele chegou à conjunção solar pela segunda vez em 18 de janeiro de 1910. Após o periélio, ele diminuiu em brilho, mas se tornou um espetáculo impressionante do Hemisfério Norte no crepúsculo vespertino, com sua cauda visivelmente curva alcançando até 50 graus no início de fevereiro.

## Cometa de Halley e o Cometa Diurno
O ano de 1910 viu um considerável interesse da mídia no retorno previsto do cometa Halley, que atingiu o periélio em 20 de abril. O aparecimento do Cometa Diurno alguns meses antes, portanto, foi uma surpresa e causou uma impressão extremamente forte no público expectante; quando o cometa Halley retornou novamente em 1986, muitos relatos de pessoas mais velhas que afirmavam tê-lo visto em 1910 claramente se referiam ao Cometa Diurno. Devido a um “erro telefônico”, o cometa foi inicialmente relatado como sendo chamado de Cometa de Drake, embora, uma vez que o erro foi percebido, a imprensa posteriormente se referiu a ele como o Cometa Diurno ou Cometa do Pôr do Sol, já que nenhum indivíduo foi creditado por sua descoberta.

## Pânico
Jornais em várias cidades relataram que as pessoas ficaram assustadas com o aparecimento do cometa. O Morning Post de Camden, Nova Jersey, relatou que sustos semelhantes aconteceram em anos anteriores quando cometas foram vistos. Na Coreia, muitos pensaram que o cometa iria matá-los. Alguns pararam de trabalhar, apenas comeram e beberam e esperaram pelo fim do mundo.